# Phascomurexia naso
Phascomurexia naso là một loài động vật có vú trong họ Dasyuridae, bộ Dasyuromorphia. Loài này được Jentink mô tả năm 1911.